# St. Laurentius (Langwarden)

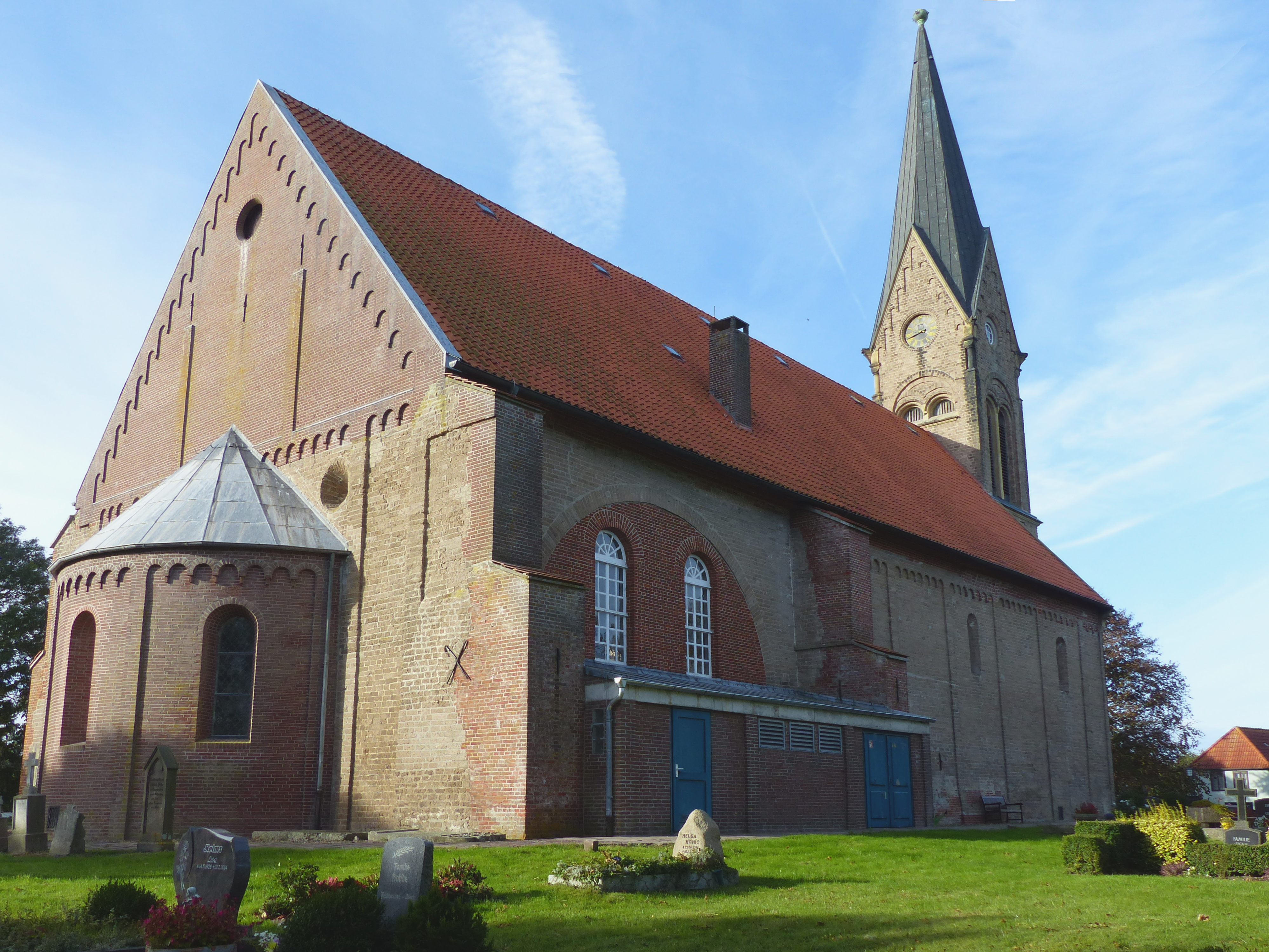
Langwarden, St. Laurentius

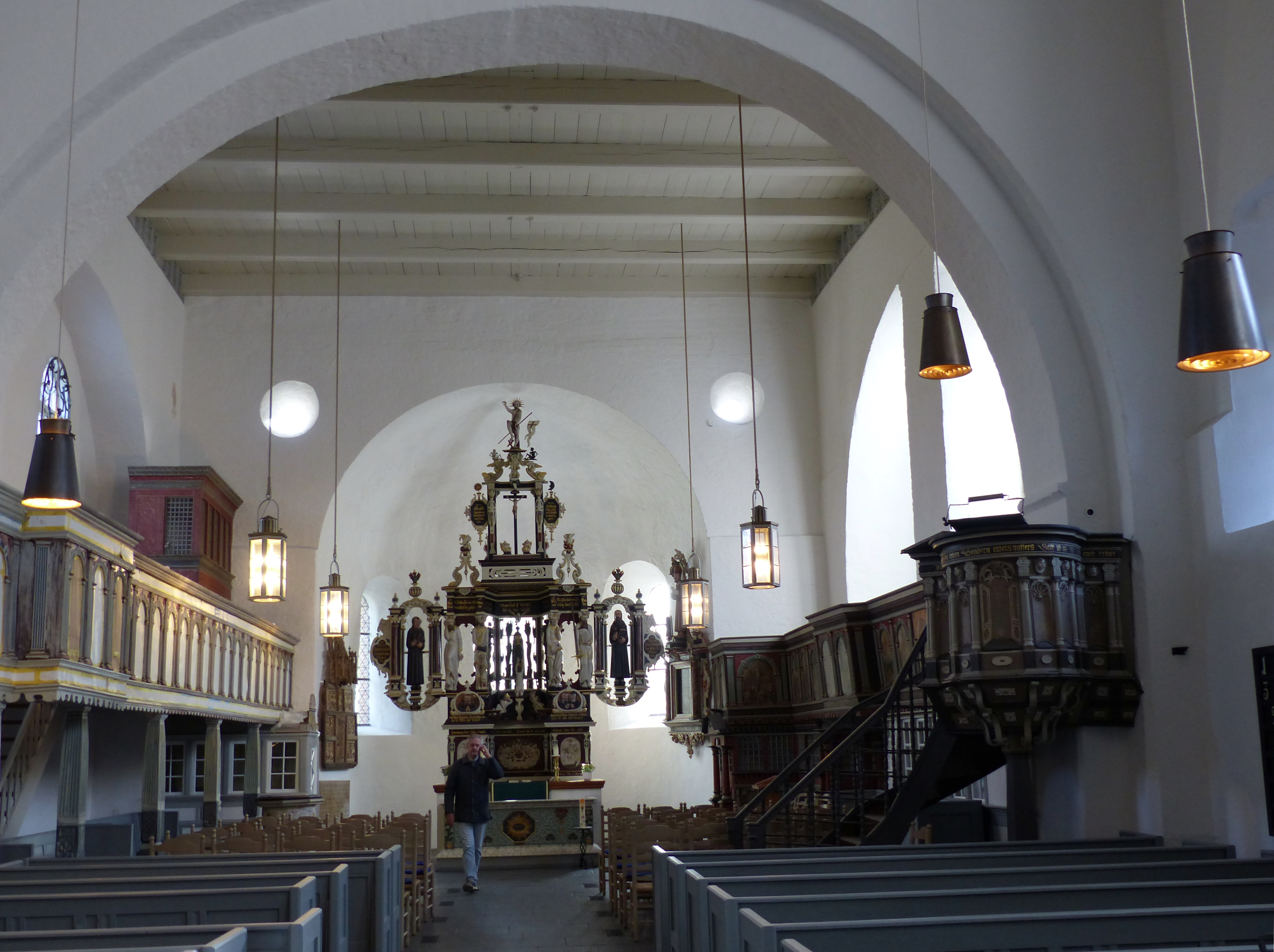
Innenansicht

Die evangelisch-lutherische Kirche St. Laurentius steht auf einer Warft in Langwarden, einem Ort im Landkreis Wesermarsch von Niedersachsen. Die Kirchengemeinde gehört zum Kirchenkreis Wesermarsch der Evangelisch-Lutherischen Kirche in Oldenburg. Das romanische Bauwerk steht unter Denkmalschutz.

## Beschreibung
Die Kirche wurde ursprünglich als Kreuzkirche aus Tuff um 1150 erbaut. Sie war jedoch zu groß und in der Unterhaltung für die kleine Gemeinde zu teuer, deshalb wurde sie 1844 verkleinert. Beide Querhausarme wurden abgetragen und der Giebel im Osten erneuert. Auch die heutige Gestalt der Apsis stammt von diesem Umbau. Das Kirchenschiff wurde 1903 im Westen um 7 Meter verkürzt; aus dem so gewonnenen Material wurde der heutige schlanke dreigeschossige Glockenturm errichtet, nachdem die Reste des alten Turms beseitigt waren.
An der Nordwand ist die alte Gliederung der Wand mit schmalen Lisenen und abschließendem Bogenfries erhalten. Der nördliche Bogen der alten Vierung zwischen den Stummeln der abgebrochenen Querhauswände, die wie Strebepfeiler wirken, ist von außen erkennbar. Weil die Südwand erneuert wurde, ist der südliche Bogen nur im flachgedeckten Innenraum sichtbar.

### Ausstattung
In der gesamten Länge der Nordwand und vor der vermauerten Öffnung des ehemals südlichen Querarms befinden sich Emporen, deren Brüstungen mit Szenen des Alten und des Neuen Testaments bemalt sind, zumeist nach Vorlagen der Merian-Bibel.
Der 1652 datierte Altaraufbau folgt Vorbildern von Ludwig Münstermann und wird Onno Dircksen zugeschrieben. Die Predella springt seitlich mit kräftigen Risaliten vor. Ihre frontalen Reliefs zeigen den Einzug in Jerusalem, das Abendmahl und die Auferweckung des Lazarus; seitlich schließen Brustbilder der ersten protestantischen Pastoren an. Zwei querovale Stifterporträts leiten zum Hauptgeschoss über. In dieser bildet eine szenische, vollplastische Ölberggruppe das schmale Mittelbild. Das Hauptgebälk tragen, wie männliche Karyatiden, drei Evangelisten und der Hl. Paulus, alle vier in marmorartiger Fassung. In den offenen Bogenstellungen der äußeren Flügel stehen Figuren von Martin Luther und dem Pastor Melchior Mejer (ursprünglich eine Melanchtonfigur). Wie ein Baldachin über der Mittelachse liegt auf dem Gebälk dein flacher, quaderförmiger Kasten, die schon aus Altären Münstermanns bekannte Bundeslade. Der Gekreuzigte und der Auferstandene schließen das Ensemble oben ab.
Die Kanzel, die Ludwig Münstermann 1633 gebaut hatte, war ursprünglich reich verziert, der Schmuck wurde im frühen 19. Jahrhundert entfernt. Ein um 1500 gebautes Sakramentshaus zeigt die Wurzel Jesse. Der Schaft des Taufbeckens von 1664 stellt den Baum der Erkenntnis dar. Ein Beichtstuhl rechts neben dem Altar wurde 1656 errichtet. Auch er wird der Werkstatt Onno Dierksen zugeschrieben, wie auch das Epitaph für Pastor Melchior Meyer.

## Orgel

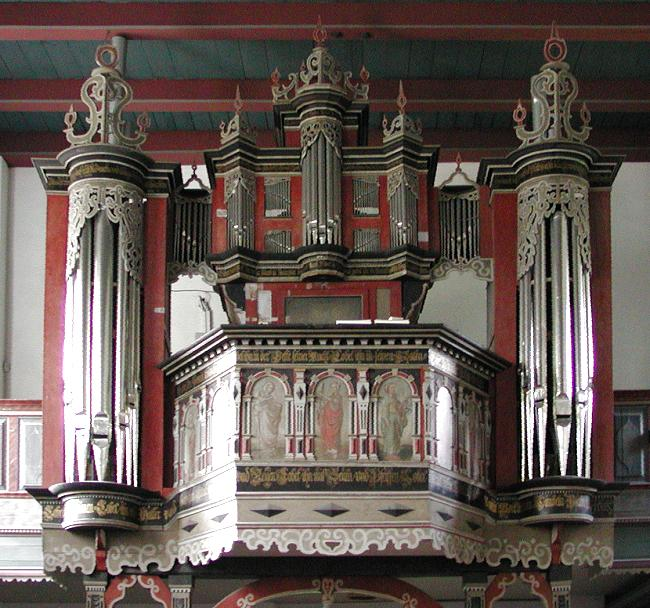
Kröger-Orgel von 1650

Die Orgel wurde 1650 wahrscheinlich von Hermann Kröger und Berendt Hus gebaut. (Zumindest die Jahreszahl steht, mittels einer Schnitzerei im Prospekt, fest.) Die Orgel wurde 1651 vom Oldenburger Lamberti-Organisten abgenommen. Allerdings sind die Namen der Orgelbauer nicht überliefert. Aufgrund der Ähnlichkeiten mit der Hus-Orgel in Mariendrebber (1659) (Springladen, niedrige Legierung und dieselbe Art der Materialbearbeitung) und der ähnlichen Prospektgestaltung wie bei der Kröger-Orgel in Berne (1642) ist von Kröger und seinem Meistergesellen Hus als mutmaßlichen Erbauern auszugehen. Auf Walter Hans Kaufmann geht die Zuschreibung an Kröger zurück. Die Orgel ist die älteste im Oldenburger Land und eine der bedeutendsten norddeutschen Barockorgeln, da sie als eine der wenigen Instrumente von Arp Schnitgers Lehrmeister Hus erhalten ist und die Entwicklung der Vorgängerinstrumente Schnitgers erhellt.
Arp Schnitger überholte die Orgel 1704/1705 und baute als drei neue Register gemischte Stimmen in die drei Werke ein. Zudem ersetzte er eine Zungenstimme und überarbeitete die anderen Zungen. Den Änderungen von Gerhard Janssen Schmid fielen 1818 auffallenderweise die Schnitger-Register zum Opfer. Im Jahr 1934 stellte Alfred Führer die ursprüngliche Disposition wieder her. Eine weitere Restaurierung durch die Firma Führer unter Fritz Schild erfolgte in drei Bauabschnitten in den Jahren 1978–1983. Hendrik Ahrend restaurierte das Werk im Jahr 2015 und rekonstruierte die sieben verlorenen Register.
Die Orgel verfügt über 21 Register, die auf zwei Manuale und Pedal verteilt sind. Die Klaviaturen weisen die kurze Oktave auf. 14 der Register sind aus dem Jahr 1650 erhalten. Auch die Springladen sind noch original. Die Disposition lautet wie folgt:
| I Hauptwerk CDEFGA–c3 |              |       |   |
| 1.                    | Gedackt      | 8′    |   |
| 2.                    | Quintadena   | 8′    |   |
| 3.                    | Praestant    | 4′    |   |
| 4.                    | Spitzflöte   | 4′    |   |
| 5.                    | Scharf Quint | 3′    |   |
| 6.                    | Oktave       | 2′    |   |
| 7.                    | Nasatquint   | 1 ⁄3′ |   |
| 8.                    | Mixtur IV–VI |       | A |
| 9.                    | Trompete     | 8′    | A |

| II Brustwerk CDEFGA–c3 |                 |    |   |
| 10.                    | Gedackt         | 8′ |   |
| 11.                    | Blockflöte      | 4′ |   |
| 12.                    | Schweizerpfeife | 4′ |   |
| 13.                    | Oktave          | 2′ |   |
| 14.                    | Cimbel III      |    | A |
| 15.                    | Krummhorn       | 8′ | A |

| Pedal CDEFGA–d1 |           |     |   |
| 16.             | Untersatz | 16′ |   |
| 17.             | Praestant | 8′  |   |
| 18.             | Oktave    | 4′  |   |
| 19.             | Mixtur IV |     | A |
| 20.             | Posaune   | 16′ | A |
| 21.             | Cornett   | 2′  | A |

- Koppel: II/I Manualkoppel

A = Register von Hendrik Ahrend

## Glocken
Ghert Klinghe goss 1468 eine Kirchenglocke mit einem Durchmesser von 168 cm. Diese Marienglocke bekam 1930 einen Sprung und wurde unbrauchbar. Im Glockenturm hängt seitdem eine kleine Glocke mit 32 cm Durchmesser, die von Rincker gegossen wurde. Die alte Glocke erhielt im Jahre 2000 einen Platz vor dem Kirchengebäude.